# Episodi di Nightmare Cafe
La prima e unica stagione della serie televisiva Nightmare Cafe è stata trasmessa negli Stati Uniti dal 29 gennaio 1992 al 3 aprile 1992 sul canale NBC.
| nº | Titolo originale               | Prima TV USA    |
| -- | ------------------------------ | --------------- |
| 1  | Pilot                          | 29 gennaio 1992 |
| 2  | Dying Well is the Best Revenge | 6 marzo 1992    |
| 3  | Fay & Ivy                      | 13 marzo 1992   |
| 4  | The Heart of the Mystery       | 20 marzo 1992   |
| 5  | Sanctuary for a Child          | 27 marzo 1992   |
| 6  | Aliens Ate My Lunch            | 3 aprile 1992   |